# 6.6.6
Albums de Tagada Jones
Le feu aux poudres Les Compteurs à zéro
 6.6.6  est un album de Tagada Jones sorti en février 2007,.
Le titre de l'album évoque le nombre de la Bête, mais rappelle surtout le concept de cet album : Six reprises, six inédits, six remixes.
Paru pour fêter le 1 000e concert du groupe, qui avait alors 13 ans d'ancienneté, cet album de 18 pistes a été suivi de deux soirées de concerts, organisées par Tagada Jones, mais accueillant aussi des amis du groupe, partageant « la même scène et le même combat », tels que Lofofora, Parabellum, La Phaze, Burning Heads et quelques autres groupes Punk.

## Titres

### Reprises
| No | Titre                                            | Durée |
| -- | ------------------------------------------------ | ----- |
| 1. | Jouer avec le feu (Reprise des Sheriff)          |       |
| 2. | Osmose 99 (Reprise de Parabellum)                |       |
| 3. | Quelle sacrée revanche (Reprise de OTH)          |       |
| 4. | Vivre libre ou mourir (Reprise de Bérurier Noir) |       |
| 5. | Alternative (Reprise de The Exploited)           |       |
| 6. | Antisocial (Reprise de Trust)                    |       |

### Inédits
| No | Titre                                 | Durée |
| -- | ------------------------------------- | ----- |
| 1. | Hommage à Parabellum                  |       |
| 2. | L'alternative                         |       |
| 3. | On roule                              |       |
| 4. | À qui la faute                        |       |
| 5. | Nation to nation (vs Punish yourself) |       |
| 6. | Sous les bombes (vs Cellule X)        |       |

### Remixes
| No | Titre              | Durée |
| -- | ------------------ | ----- |
| 1. | Pavillon noir      |       |
| 2. | Le feu aux poudres |       |
| 3. | Épidémie           |       |
| 4. | Thérapie           |       |
| 5. | Cauchemar          |       |
| 6. | Kamikaze           |       |